# 圣若瑟主教座堂 (天津)
天津圣若瑟主教座堂始称圣味增爵堂和法国教堂，后因其所处地区又称为天主教西开总堂、西开教堂和老西开教堂，建于1913年，坐落在原天津法租界的教堂前街（今和平区西宁道11号），该建筑目前是天津市文物保护单位和特殊保护等级历史风貌建筑。天津圣若瑟主教座堂是目前天津市乃至华北最大的罗马式建筑，也是天主教天津教区的主教座堂。

## 历史
1912年，罗马教廷颁发诏书，宣布从直隶北境代牧区分设直隶海滨代牧区，主教府设在天津三岔河口的望海楼教堂。首任主教杜保禄（法国遣使会会士）认为望海楼教堂地处天津旧市区，不便于今后扩展，于是准备在紧邻天津法租界西南面福煦将军路（今滨江道）南端的老西开兴建新的主教座堂。1913年8月，西开教堂开工建设，天津法租界派巡捕进驻该地区。当时在建设过程中建造教堂的每一块砖都是从法国运来的。由于在华法国商人损失惨重，而法国正全力投入第一次世界大战，无力干预东方事务，1916年底，法国政府电令驻华公使尽快结束老西开事件。1916年6月，教堂整体建筑竣工，天主教天津教区的主教座堂也搬迁到这里。此后，主教杜保禄在西开教堂附近陆续开办了西开小学、若瑟小学、圣功小学、若瑟会修女院法汉学校（今天津市第二十一中学）和天主教医院（今天津妇产科医院），形成一大片教会建筑群。1916年10月20日，发生法租界巡捕将驻守张庄大桥的中国警察缴械拘禁的事件，引起天津市民大规模抗议活动。后来，这一地区长期维持中法共管局面。1923年，文贵宾接任杜保禄任天津教区主教，1951年离开中国。于是法国公使向中国政府提出暂时维持原状的要求，并且请英国驻华公使朱迩典爵士出面调停。中国政府没有正式加以接受，双方也未达成任何协议，老西开问题继续成为中法两国之间的悬案。老西开地区在事实上仍长期维持中法共管局面。
1931年日本人在天津发动便衣队暴动后，天津法租界基本上控制了老西开地区，但是并未正式并入法租界，而是属于法租界的非法界外侵占区。

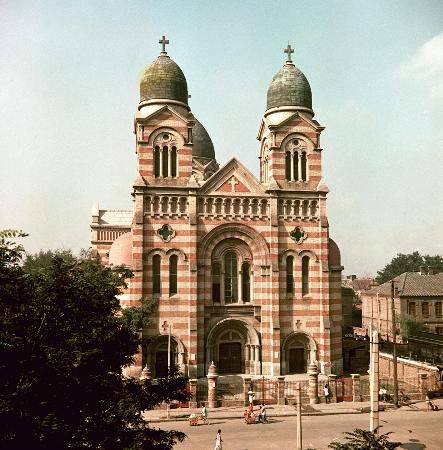
摄于1956年的天津西开教堂

文革期间，教会活动被迫停止。1966年8月23日，圣若瑟主教座堂受到红卫兵冲击，三座塔楼上的十字架被砸毁，二十世纪80年代恢复。1976年，唐山大地震中，两座前塔楼圆顶的底座严重震损。1979年开始落实宗教政策，归还教产，同年，底座动工修缮，1980年8月15日西开教堂竣工，正式对外开放，恢复宗教活动。1991年8月，西开天主教堂被列为天津市文物保护单位，同年被国家建设部、国家文物局联合命名为“国家级优秀近代工程”。直至今日，该教堂仍然是天津最大的天主教堂，是天津天主教会的中心。

## 建筑
西开教堂是华北地区最大的罗曼式教堂建筑，建筑面积1891.95平方米，可同时容纳1500人。建筑平面呈拉丁“十”字形构图，三个高达45米的巨型圆顶错落排列成“品”字形，三座穹窿顶均略向上拉长，表面以绿色铜板覆盖，巨型圆顶为木结构支撑，每座圆顶上有一个青铜十字架。由于当时主教拒绝在圆顶安装避雷针，20世纪50年代一个十字架被雷劈下，以后补装了避雷针。20世纪80年代以后，周围高楼叠起，教堂已经不是最高建筑，因此避雷针没有必要了。西开教堂的建筑外墙面主体是用红黄色花砖相间清水砌筑的，檐口下采用扶壁连列柱券做装饰带。建筑外立面以圆形窗和列柱券形窗组成的半圆形叠砌拱窗为要素，教堂内有许多壁画和大管风琴，前面院中有圣水坛，有左右两道大门，信徒分男女从不同的门入内，入口左右筑有塔楼。教堂建筑内部采用法国罗曼式建筑造型。正厅从正门两侧到底部的祭台，建筑内部共设有14根立柱支撑，分为两排，每排7根，形成三通廊式。中殿设有叠式复合方柱廊，支撑半圆形券顶。中央高大的穹窿顶，通过八角形鼓座与支撑拱架券廊柱相连。室内八角形的穹窿顶及侧窗均以彩色玻璃嵌作画。内墙彩绘壁画，装饰华丽，充满宗教神秘气息。

## 宗教活动
西开教堂内平日早晨6:00、7:30有弥撒，逢星期日及天主教會节日，全天会有多场祭礼。另有英文圣事服务在津外籍人士。
教堂开放时间平日为5:00-16:30，周日5:00-20:00。
在天主教會四大节庆期间常有大规模的瞻礼活动，尤其是圣诞节期间周边地区会采取临时性交通管制。

### 主教座堂功能
由于天津教区现任主教李思德及助理主教石鸿祯分别在蓟州区梁后庄教堂和滨海新区中心桥耶稣圣心堂，所以目前西开圣若瑟堂只是名义上的主教座堂，本堂是张良神父。教区主页称教区总堂而不称座堂。